# ملفين إل. براون
ملفين إل. براون (بالإنجليزية: Melvin Louis Brown)‏ هو عسكري أمريكي، ولد في 2 فبراير 1931 في ماهافاي في الولايات المتحدة، وتوفي في 5 سبتمبر 1950 في قازان في روسيا.